# Traditionsmarke
Unter Traditionsmarke versteht man allgemein eine Marke mit einer besonderen Tradition.

## Grundlegende Konzepte
Prinzipiell gilt in wirtschaftlichen Belangen Tradition als Qualitätsmerkmal und wird im Marketing vielfach und betont verwendet. 
Von Tradition spricht man üblicherweise, wenn die Lebensdauer der Marke deutlich über die üblichen Produktzyklen hinausgeht, und ist stark branchenabhängig. Während in manchen Produktsparten auf vielhundertjährige Geschichte verwiesen wird, entstehen Traditionsmarken in schnelllebigen Wirtschaftszweigen schon innerhalb weniger Jahrzehnte. 
Die klassische Vorgehensweise ist, auf die „Tradition des Hauses“ zu verweisen. Dieses Geschichtsmarketing (History Marketing) bildet neben dem Verweis auf Innovation eine der grundlegenden Marketingstrategien. 
Zentrales markenrechtliches Werkzeug ist, Traditionsprodukte, -produktlinien oder auch Firmennamen (Warenzeichen) als rechtliche Marke zu schützen. Diese werden durch Registrierung bei einem Handelsgericht oder einer speziellen Markenbehörde analog zu Patenten geschützt.
Ein anderer Weg sind staatliche Auszeichnungen im Sinne eines Gütesiegels, so wurden schon in der mittleren Neuzeit Hoflieferanten um ihrer Tradition und besonderen Qualität der Produkte willen als solche ausgezeichnet. Diese werden als Werkzeug der Wirtschaftsförderung bis heute betrieben.
Daneben gibt es aber auch traditionelle Produkte, die mit einer gewissen Region und den dort üblichen Ausgangsressourcen und Herstellungsweise verknüpft sind (Herkunftsbezeichnungen). Erste Ansätze, diese zu schützen, gab es beispielsweise schon im Weinbau im ausgehenden 19. Jahrhundert mit der Qualitätsbezeichnung Appellation d’Origine Contrôlée (AOC), oder den sich entwickelnden Bezeichnungen zur Landesherkunft als Qualitätsmarke wie Made in Germany. Daraus hat sich ein umfassenderes, auch internationales System für Schutzbezeichnungen entwickelt, dessen Fokus aber primär auf Herkunft aus einem Gebiet, und nur sekundär auf Herstellungstradition gesetzt ist.
Einen neuen Aspekt gewann die Form der regionalen Traditionsmarken durch die weltweiten, ab den 2000ern insbesondere von der UNESCO ausgehenden Bestrebungen, als kulturelles Erbe eines Landstrichs oder Landes auch traditionelle Herstellungsformen – und lokale Produktformen – als immaterielles Kulturgut zu etablieren, und als kollektives geistiges Eigentum wahrzunehmen. Daraus entwickeln sich in jüngeren Jahren etliche traditionsbezogene nationale Gütesiegel. Dieser Aspekt wird auch als Heritage Marketing (engl. heritage ‚Erbe‘) bezeichnet. Die UNESCO fördert diese Bestrebungen insbesondere auch, um den im westlich zentrierten harten Markenwettbewerb ins Hintertreffen geratenen Entwicklungs- und Schwellenländern ein Schutzinstrument zu gewähren.
Branchen, in denen dieser Traditionsmarkenschutz verwendet wird, sind besonders Lebensmittel (food heritage marketing) oder bei Pharmazeutika (traditionelle Heilkunde).

## Beispiele staatlicher Traditionsmarken
Gelistet werden staatliche und internationale Rahmenkonzepte zu Traditionsmarken:
- Volksrepublik China: 中华老字号,  Zhonghua Laozihao (China Time-honored Brand ‚Altbewährte Marken Chinas‘, seit 1991)
- Österreich:[5] Register der Traditionellen Lebensmittel (2000er)